# 乾燥機
乾燥機（かんそうき）とは、湿気、水分を帯びたものを乾燥させるための機材。

## 一覧
- 洗濯した衣類の乾燥機。
  - 洗濯機と一体化したものは洗濯乾燥機という。
- 布団の乾燥機。
- 洗った食器類の乾燥機。
- 洗った頭髪の乾燥機。
- 洗った手指の乾燥機。
  - エアータオル、ジェットタオルとも。
- 浴室の乾燥機。
- 収穫した穀物の乾燥機。
  - 平面型・立型といった種類がある。